# Asier Etxeandia

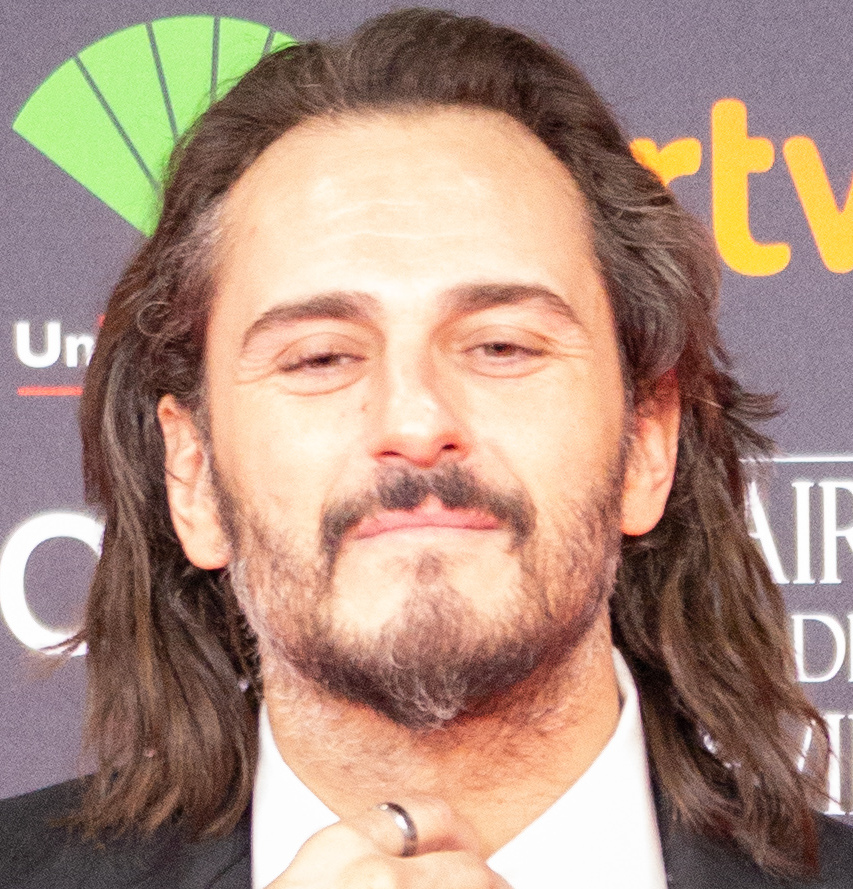
Asier Etxeandía (2020)

Asier Gómez Etxeandía (* 27. Juni 1975 in Bilbao, Baskenland) ist ein spanischer Schauspieler und Sänger.

## Leben
Etxeandía wurde am 27. Juni 1975 in Bilbao geboren. Er absolvierte sein Schauspielstudium an einer Schule in Biscaya. Im Alter von 20 Jahren verließ er seine baskische Heimat und zog nach Madrid. Um sich sein Studium finanzieren zu können, arbeitete er als Manager in einem Sexshop. 1995 nahm er am Fernsehformat Uno para Todas teil.
1996 spielte Etxeandía im Kurzfilm ¡After! mit. Um 2000 erhielt er wiederkehrende Rollen in den Fernsehserien Platos sucios und Dance – Der Traum vom Ruhm sowie 2004 in Cuéntame cómo pasó. Von 2008 bis 2009 mimte er die Rolle des Gorka in der Fernsehserie Herederos. 2015 übernahm er eine Hauptrolle im Film La novia, wofür er 2016 für den Goya in der Kategorie Bester Hauptdarsteller nominiert wurde. Von 2017 bis 2019 mimte er die Rolle des Raúl de la Riva in 21 Episoden der Fernsehserie Velvet Collection. 2018 war er im Musikvideo der Band Mastodonte zu dessen Lied Anatomía de Un Éxodo zu sehen. 2019 wirkte er in der Rolle des Alberto Crespo im Film Leid und Herrlichkeit mit. Für seine Leistungen erhielt er eine Nominierung für den Goya als Bester Nebendarsteller. Von 2021 bis 2023 spielte er die Rolle des Romeo in der Fernsehserie Sky Rojo.

## Filmografie (Auswahl)
- 1996: ¡After! (Kurzfilm)
- 2000: Dame otro final (Kurzfilm)
- 2000: Platos sucios (Fernsehserie, 13 Episoden)
- 2002: Dance – Der Traum vom Ruhm (Un paso adelante, Fernsehserie, 13 Episoden)
- 2004: Vértices (Kurzfilm)
- 2004: La mirada violeta
- 2004: Cuéntame cómo pasó (Fernsehserie, 5 Episoden)
- 2005: El comisario (Fernsehserie, Episode 8x15)
- 2005: Los Serrano (Fernsehserie, 3 Episoden)
- 2005: Motivos personales (Fernsehserie, 6 Episoden)
- 2006: El próximo oriente
- 2006: Cartas de Sorolla (Fernsehfilm)
- 2007: Unione europea (Kurzfilm)
- 2007: Café solo o con ellas
- 2007: Las 13 rosas
- 2007: Final (Kurzfilm)
- 2008: Cuenta atrás (Fernsehserie, Episode 2x09)
- 2008: Cuestión de sexo (Fernsehserie, 3 Episoden)
- 2008–2009: Herederos (Fernsehserie, 22 Episoden)
- 2009: Sex, Party und Lügen (Mentiras y gordas)
- 2009: Siete minutos
- 2009: Together (Kurzfilm)
- 2009: King Conqueror
- 2009–2010: Los hombres de Paco (Fernsehserie, 9 Episoden)
- 2010: Vuelo IL8714 (Miniserie, 2 Episoden)
- 2010: Sí bemol (Kurzfilm)
- 2011: Ritter des heiligen Grals (El Capitán Trueno y el Santo Grial)
- 2011: El ángel de Budapest
- 2012: La fuga (Fernsehserie, 12 Episoden)
- 2012: Los días no vividos
- 2013: Tormenta (Miniserie, 2 Episoden)
- 2013: Amar es para siempre (Fernsehserie, 29 Episoden)
- 2014: Por siempre jamón (Kurzfilm)
- 2014: Shrew’s Nest (Musarañas)
- 2014–2016: Velvet (Fernsehserie, 47 Episoden)
- 2015: Ma Ma – Der Ursprung der Liebe (Ma ma)
- 2015: La novia
- 2015: Supercool (Kurzfilm)
- 2016: La puerta abierta
- 2017: El final del camino (Fernsehserie, 7 Episoden)
- 2017: Llueven vacas
- 2017: El pelotari y la fallera (Kurzfilm)
- 2017–2019: Velvet Collection (Velvet Colección, Fernsehserie, 21 Episoden)
- 2019: Leid und Herrlichkeit (Dolor y gloria)
- 2019: The (Silent) War (Sordo)
- 2019: French Premiere of Pain and Glory
- 2020: La línea invisible (Fernsehserie, 5 Episoden)
- 2021–2023: Sky Rojo (Fernsehserie, 24 Episoden)
- 2022: Érase una vez... pero ya no (Fernsehserie, 6 Episoden)
- 2022: Asombrosa Elisa
- 2023: Teresa
- 2024: El molino
- 2024: Luna
- 2024: Cites (Fernsehserie, Episode 4x06)
- 2024: Romi (Fernsehserie, 8 Episoden)
- 2025: Suspicious Minds (Fernsehserie, 6 Episoden)